# Selaginella microdonta
Selaginella microdonta är en mosslummerväxtart som beskrevs av Albert Charles Smith. Selaginella microdonta ingår i släktet mosslumrar, och familjen mosslummerväxter. Inga underarter finns listade i Catalogue of Life.